# Brancatherulum
Brancatherulum — вимерлий рід ссавців пізньої юрського періоду із формації Тендагуру регіону Лінді в Танзанії. Його основу становить один беззубий зуб довжиною 21 мм. Він вважається або стебловим затеріаном, або дріолестіданом.